# Elizabeth Cresswell

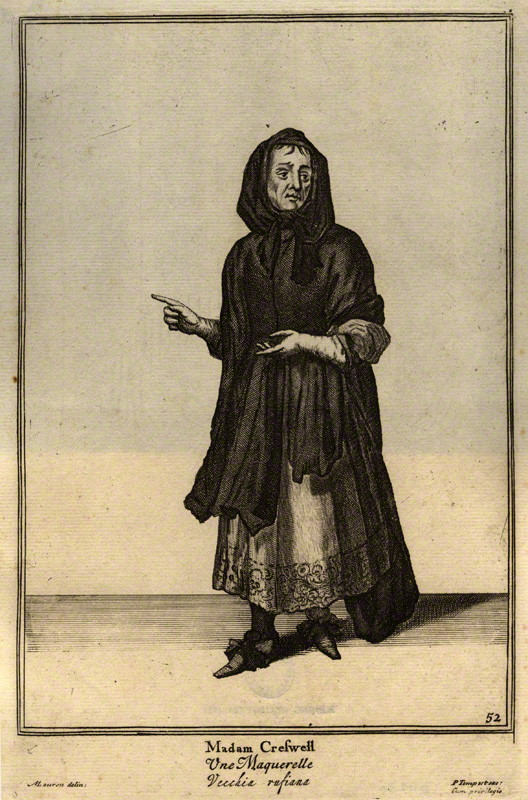
Elizabeth Cresswell.

Elizabeth Cresswell (c. 1625-c. 1698), también conocida como Mother Creswell y Madam Cresswell de Clerkenwell, fue una de las prostitutas y madam de burdel más exitosas del siglo XVII inglés. Empezando con casas en Bartholomew Close, en la City de Londres y St Leonard's, Shoreditch, construyó una extensa red de burdeles por todo Londres, abastecidos con chicas y mujeres de toda Inglaterra. Sus pupilas incluían mujeres de soldados presionados para el servicio a Carlos II y damas de clase alta que habían apoyado la causa de los Cavalier durante la guerra civil inglesa y desde entonces habían caído en tiempos difíciles. Sus "casas desordenadas" fueron favorecidas por el rey Carlos y su corte así como por figuras poderosas del gobierno y gremios de la ciudad. Esta posición le otorgó inmunidad ante un posible procesamiento y se agregó a su perfil como caricatura de iniquidad y corrupción.
Durante los disturbios contra las casas de mala reputación de 1668, los aprendices destruyeron burdeles por todo Londres, incluyendo los pertenecientes a Cresswell. Es una de las firmantes de la satírica Whores' Petition, enviada a Lady Castlemaine, la cortesana del rey. La carta solicita ayuda para las prostitutas "hermanas" a las que se les ha destruido su medio de vida, pidiendo que los burdeles sean reconstruidos con dinero de las arcas fiscales nacionales. Partidaria del prominente Whig, anticatólico, y anti-carolino Thomas Player, Cresswell financió sus campañas políticas. En sus últimos años fue atacada por ambos protestantes y católicos: por los protestantes por proporcionar rameras a la corte real, y por los católicos por financiar la rebelión política de Player.
Cresswell ocupó una posición rara en la Inglaterra del siglo XVII, como persona de nacimiento común que ascendió a una posición de alto estatus como una mujer independiente, soltera y rica que dirigía una importante empresa comercial. Fue representada en un amplio surtido de canciones y literatura contemporáneas, en baladas, poemas, folletos, novelas y panfletos, a menudo retratada como caricatura del vicio, una figura satírica de comentarios callejeros, teatro sexual y política obscena.

## Vida y carrera
Elizabeth Cresswell nació aproximadamente en 1625, probablemente en el pequeño pueblo de Knockholt en Kent, Inglaterra. Su familia protestante de clase media era influyente, con conexiones fuertes con la poderosa familia Percival, favorecida por el rey Carlos I. En julio de 1658 Cresswell fue registrada como ramera "sin rival en su maldad", dirigiendo un burdel en Bartholomew Close, una calle pequeña de Litle Britain en la City de Londres. Ese mes fue llevada a juicio en Hicks Hall, donde el agente John Marshall dio evidencia de que "Elizabeth Cresswell viviendo en Bartholomew Close fue encontrada con diversos caballeros y mujeres en su Casa en diversos momentos". Marshall anota que algunas de las mujeres fueron "enviadas a Bridewell", una prisión notoria de Londres. Posteriormente intentó sobornar a la policía para evitar la publicidad del caso judicial. Vivía a dos millas al nordeste de Bartholomew Close en St Leonard's, Shoreditch, en octubre de 1658, cuando una masa de lugareños enojados se reunieron en el Tribunal de Westminster para dar evidencia contra ella y las prostitutas que habían huido de su "casa". Declararon que ella:

"... Entretuvo a diversas personas sueltas, hombres y mujeres sospechosos de tener un mal comportamiento...dijeron que Elizabeth había tomado una Casa últimamente ... por la que pagó 100 libras de multa y un alquiler de 40 libras al año, con lo que muchas personas la han venido a habitar tanto de día como de noche ... continuamente bebiendo, despotricando, danzando, deleitándose, jurando ... humillándose tanto en el día del Señor [domingo] como en los días de ayuno [Cuaresma]. Los testigos dijeron que habían visto hombres y mujeres entrando en las habitaciones, 'la mujer abriendo su corpiño y enagua yendo a una habitación donde habían cerrado la puerta y corrido el pestillo ... Alguna compañía bebió una docena de botellas de vino y más allá. Las mujeres sospechosas de ser ligeras ... se han escabullido subrepticiamente por una puerta posterior por la cual se produce mucha infamia en este lugar."

El grupo de vecinos contaron sobre otras infamias, como cuando las rameras "vestidas de damas empezaron a proponer a la salud del miembro privado de un caballero ... y después bebieron brindando por su propias partes privadas". Renegaron que, tal era la proliferación de rameras en el área alrededor de la casa que los hombres que visitaban el burdel suponían que las hijas de las familias locales eran también prostitutas. Por sus iniquidades, Cresswell fue "puesta a trabajar duro" en prisión.

### Éxito
Para 1660, como su colega londinense Damaris Page, Mother Cresswell era considerada una de las principales figuras de la escena londinense, con talento para la autopromoción. Declaró que tenía "Bellezas de todas las complexiones, desde la morena cola de caballo rápida a la insaciable cerradura dorada, de la babosa de ojos somnolientos a la fricatrix lasciva". Tenía una red de agentes por todo el país que le buscaban chicas jóvenes. Entre sus burdeles, poseía uno en Lincoln's Inn Fields en Whetstone Park donde vendía "aguas fuertes y mozas de cara fresca a todos los que tenían las guineas para comprarlos." Su cuartel general era un burdel en Alley off Moor Lane, cerca de Cripplegate, donde hoy se encuentra la estación de Moorgate. También dirigía una oficina en Millbank para encargar prostitutas para los nobles locales y poseía una mansión en Clerkenwell y casa de mala reputación donde damas y damiselas podían reunirse discretamente con sus amantes. Reunió una cohorte de damas seguidoras de los Cavalier anteriormente de los círculos superiores de la sociedad que habían apoyado el levantamiento parlamentario, quedando su estatus destruido por la guerra civil. Esta red de mujeres trabajaba en los callejones cercanos al Royal Exchange en la ciudad, y allí eran conocidas como las "Condesas del Intercambio" o "almohadas laterales".

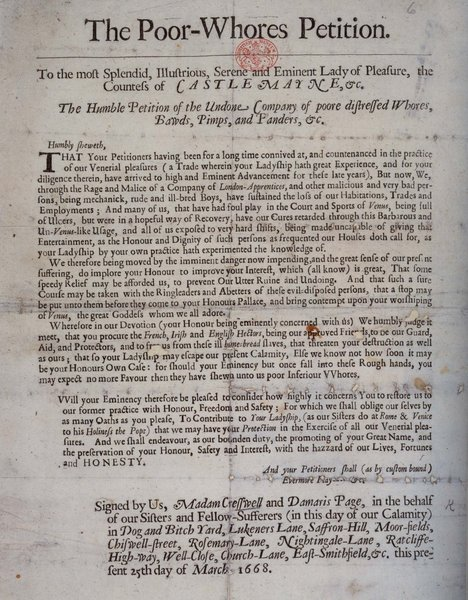
The Whores' Petition, escrito a Lady Castlemaine en marzo de 1668.

### Los disturbios de las casas de mala reputación y la Petición de las rameras pobres
El rey Carlos II patrocinó los establecimientos de Cresswell, al igual que los de Madam Damaris Page; declaró que Cresswell era "una organización sólida" tan conocida como los políticos de su época, y en gran parte protegida de los procedimientos legales por su extensa red de clientes en la corte, los gremios y el gobierno. Su creciente inmunidad contra el enjuiciamiento la convirtió en una figura odiada, particularmente por los miles de aprendices de Londres que no podían pagar los servicios de sus caras prostitutas y, obligados por los plazos de sus contratos, tenían prohibido casarse. Las casas de Cresswell y Page fueron objetivos de los disturbios contra las casas de mala reputación que en 1668 sacudieron Londres. Empezando el Martes de carnaval, los motines duraron cinco días, con bandas de jóvenes aprendices quemando y destruyendo los burdeles apoyados por la realeza. Para algunos, los burdeles simbolizaban la corte de estilo continental de Carlos: licenciosa y rebosante de libertinaje inasequible. Los aprendices atacaron su burdel en Moorfields, asaltando a las mujeres, destrozando la ropa de cama, saqueando la propiedad y destruyendo el edificio.

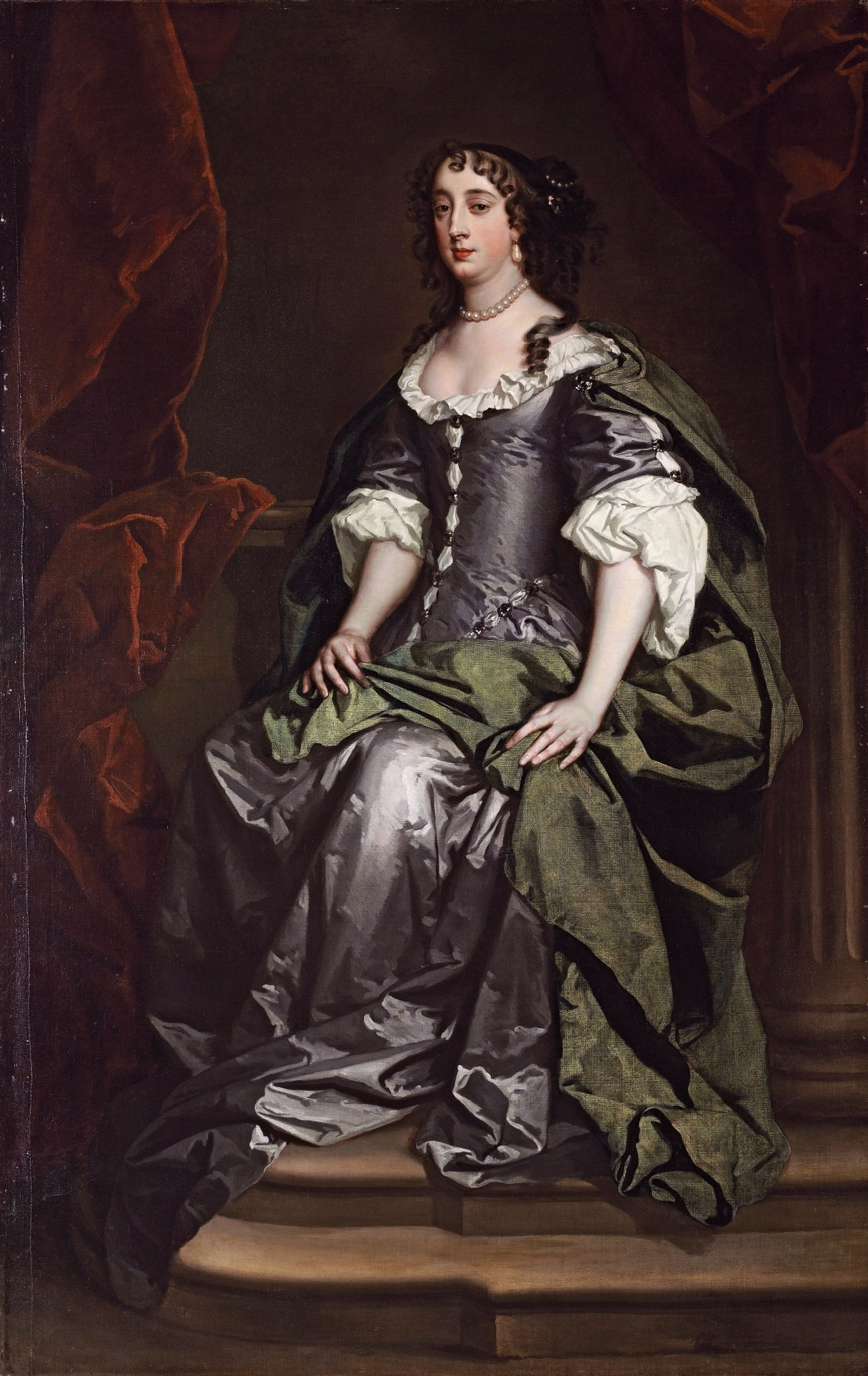
Retrato de Lady Castlemaine, amante del rey Carlos II, por Peter Lely.

Tras el disturbio, Page y Cresswell figuraron como las firmantes de la Petición de las rameras pobres, enviada a Lady Castlemaine, la amante del rey, notoria por su propia salvaje promiscuidad. Algunos historiadores, como Linnane, infieren una función activa a la firma de Page y Cresswell del documento. Otros como Mowry y Turner sugieren que fue un órgano de ventriloquismo político en nombre de disidentes radicales y anónimos. En un acto de sátira pública descarada, los dos dueñas de burdeles solicitan que la infame aristócrata actúe en nombre de sus "hermanas" y reembolse a las madams para que reconstruyan sus burdeles, financiado por las arcas fiscales nacionales. Se dirigen a Castlemaine como prostituta y enumeran las ubicaciones de los burdeles donde trabajan sus compañeras, como sigue:

"Petición de las rameras pobres a la más espléndida, ilustre, serena y eminente Dama de Placer la condesa de Castlemaine & c: La humilde petición de la compañía deshecha de pobres y afligidas rameras, barbudos, chulos y alcahuetas... Firmado por nosotras, Madam Cresswell y Damaris Page, en nombre de nuestras hermanas y amigos sufrientes (en este día de nuestra calamidad) en Dog and Bitch Yard, Lukenor's Lane, Saffron Hill, Moorfields, Chiswell Street, Rosemary Lane, Nightingale Lane, Ratcliffe Higway, Well Close, East Smithfield etc.

 
Dada su gran experiencia en la prostitución, Lady Castlemaine , podría, argumentaron, ser capaz de simpatizar profundamente con las prostitutas de toda la ciudad. "Si vuestra Eminencia alguna vez cayera en nuestras ásperas manos", escribieron, "no esperéis más favor que el que muestres hacia estas rameras inferiores". El autor Samuel Pepys notó que Castlemaine se sintió "horriblemente vejada" por la petición. El trabajo en sí estaba tan ajustado a la dinámica política de la época que aunque la imprenta fue arrestada, el censor de la corte escribe que "no puedo fijar nada en la Petición de las pobres rameras de lo que un jurado tomaría cuenta."
La Petición causó una oleada de panfletos, sátiras, poemas y baladas sobre el tema hasta el año siguiente. El historiador James Turner identifica este acontecimiento como ejemplo de una nueva óptica carnavalesca de la sexualidad en la Inglaterra de la Restauración, donde se unieron genuinos ataques políticos, sátiras, comentarios callejeros y teatro obsceno. Dos años después de los disturbios, una muchedumbre se reunió otra vez y juraron destruir el burdel de Cresswell hasta los cimientos, aunque la protección de los bedeles locales impidió el ataque.

### Afiliación política
Cresswell nunca se casó. Era ampliamente considerada la amante del Chambelán de la City Sir Thomas Player, por ello apodado maliciosamente Thomas Cresswell. Era un prominente Whig, anticatólico, y anti-carolino, que daba grandes banquetes para sus afiliados políticos en la casa de Cresswell en Camberwell. A menudo se decía que acababan en orgías. En una ocasión, Cresswell aprovisionó una fiesta con 300 prostitutas; la historia de esa noche se convirtió rápidamente en una balada local. Cresswell financió la carrera de Player durante este periodo, lo que le dio influencia en los bajos fondos políticos y financieros pero también hizo enemigos feroces. El apoyo de Player al rebelde anticatólico Titus Oates y al pretendiente protestante al trono, el Duque de Monmouth, demostró ser su ruina. Cresswell Intentó distanciarse de cualquier afiliación política, pero finalmente fue atacada por los protestantes por proporcionar prostitutas a la corte y por los católicos por financiar a Player. En 1681, fue llevada a juicio y condenada por "treinta años de obscenidad"; durante el proceso muchas de sus propias prostitutas testificaron en su contra. Su burdel en Moorfields fue cerrado, pero sus negocios continuaron como siempre.

### Últimos años

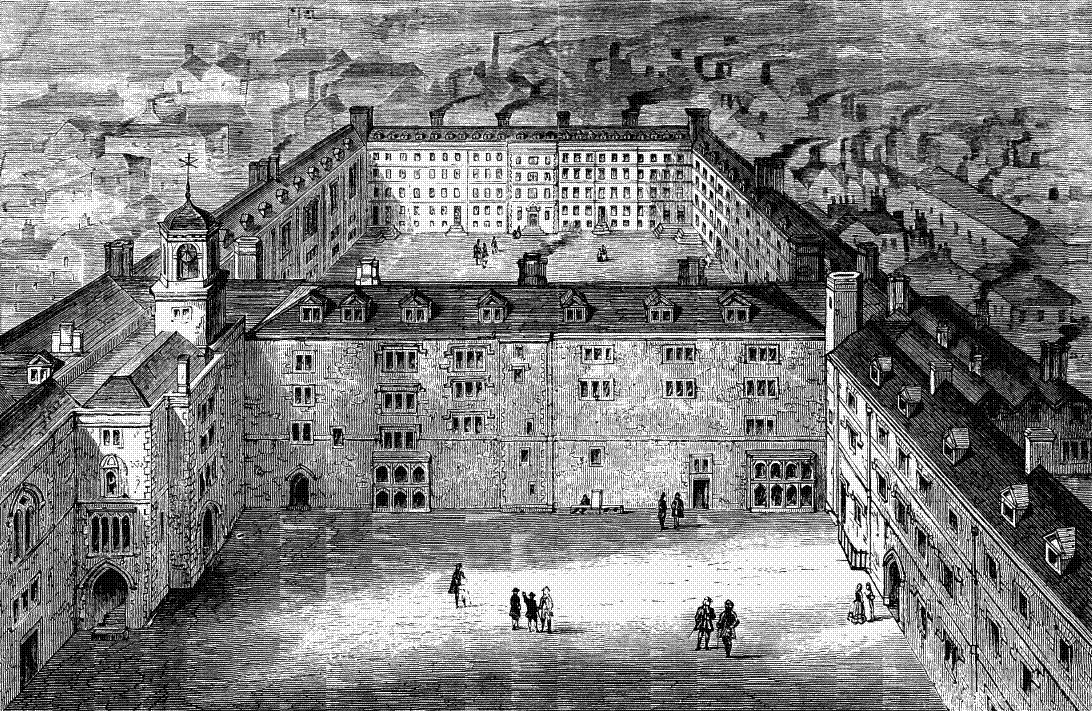
Prisión de Bridewell a finales del, reconstruida después del Gran incendio de Londres de 1666.

La salud de Cresswell se deterioró al final de su vida, probablemente debido a tuberculosis. Aparece enferma y descuidada en el famoso retrato grabado por Marcellus Laroon, el cual cuelga ahora en la National Portrait Gallery de Londres. Cresswell fue encarcelada en la prisión de Bridewell y allí murió. Diferentes fuentes colocan el año de su muerte en algún punto alrededor de 1698. Ella pidió "un entierro decente en la Iglesia Parroquial de Nockholt en el Condado de Kent de acuerdo a las maneras de la Iglesia de Inglaterra". Cresswell no fue inhumada en Knockholt y posiblemente fue enterrada en el cementerio de Bridewell.
Varias cuentas reclaman que ella dejó 10 libras para leer un sermón que no dijera nada malo de ella. Después de una larga búsqueda, se encontró a un joven clérigo dispuesto a realizar los ritos funerarios. Después de un largo sermón sobre la moralidad social, se dice que entonó: "Por la voluntad de la difunta, se espera que la mencione y no diga nada más que lo que le fue bien. Todo lo que diré de ella, por tanto, es esto– nació bien, vivió bien, y murió bien; pero nació con el nombre de Cresswell, vivió en Clerkenwell, y murió en Bridewell." Esta historia aparece en muchas fuentes, pero es probablemente apócrifa.

## En los escritos contemporáneos
Cresswell tuvo una posición rara por muchas razones. A pesar de ser de nacimiento común, mujer y soltera, ascendió a una posición de alto estatus, dirigiendo una gran empresa comercial. A mediados de su vida era una mujer independientemente rica, conectada a través de Inglaterra con hombres ricos y poderosos en el gobierno y la corte. Su red de servicios tenía una alta demanda, en contra de la moral religiosa y social de la época.
El éxito de Cresswell fue alimentado por un auténtico talento para la autopromoción; anunciando abiertamente sus negocios deshonestos, lo que la ayudó a construir su propio perfil. Era regularmente mencionada en panfletos, literatura de cordel y baladas, y puede haber sido una de las inspiraciones para la heroína epónima de la obra de Daniel Defoe Moll Flanders. Richard Head y Francis Kirkman, autores que frecuentaban burdeles, escribieron y circularon relatos gráficos de sus encuentros con "la vieja matrona" y "sus chicas" en The English Rogue (1665). Es mencionada a menudo en la colección de Nathanael Thompson de 180 Canciones Leales (1685 y 1694), en las sátiras Rochester y en los Poems on State Affairs (1697–1707).

Cresswell es satirizada en la obra de Thomas Otway Venice Preserv'd como la figura que proporciona a Sir Thomas Player cantidades interminables de carne joven y en el panfleto anónimo A Letter from the Lady Cresswell to Madam C. [Cellier] the midwife (Londres, 1680). The Whore Rhetorick (1683) fue una traducción anónima de la obra de Ferrante Pallavicino La Retorica della puttane (1642). Presentado como un libro de texto tradicional sobre el antiguo arte de la Retórica, la adaptación presenta una caricatura de Cresswell como la filósofa que enseña a Dorethea, la hija caída de un realista arruinado, los trucos y artimañas sexuales de la vida. En esta parodia satírica, la madam aconseja a su joven estudiante: "Debéis encubrir vuestro discurso con un aspecto manso, grave, y piadoso, para hacer que vuestra sofistería pase por sincera y real". Recomienda investigar la naturaleza del cliente:

"[A la ramera] le resultará muy ventajoso, investigar particularmente el estado y calidad de todos sus asuntos, para obstaculizar cualquier decepción o sorpresa: porque si ella se ha informado bien de sus horas ocupadas, y cuando las necesidades de su vocación, o el impulso del placer, obligan a su asistencia; será fácil designar horarios de reunión, ya que puede dar satisfacción general, y habilitarle para observar sus compromisos particulares."

"En el sentimiento de mi retórica", ella dice "No hay ninguna música que suene más encantadora en los oídos de una ramera, como la dulce melodía creada por el choque del oro en su propio monedero."